# Laureano Miguel Navarro e Ibarra
Laureano Miguel Navarro e Ibarra (Curiel de Duero, Valladolid, 1824 - Donostia a finals del segle XIX) fou un músic espanyol del Romanticisme.
Els primers estudis de música i llatí el va fer a Zamora, i el 1844 s'allistà com a soldat en el regiment provincial de Valladolid, en el que formà i dirigí una xaranga, però abandonà el servei militar per a cultivar la música. El 1852 es traslladà a Madrid,on, ensems que exercia el seu art com a corista i instrumentista de teatres, estudiava la composició.
El 1860 passà de contralt a la basílica de Bilbao, i el 1864 tornà a Madrid, on actuà com a cap de cors en el teatre del Circo. El 1870 fou nomenat músic major de la banda d'hússars de Pavia, i retornà a Valladolid el 1873; des de llavors fou el compositor oficial de totes les festes organitzades per l'Ajuntament d'aquella capital; allà fou, a més, director de l'orfeó val·lisoletà i director d'una capella de música religiosa per a veus i orquestra, més d'un gran nombre d'obres religioses per a veus i orquestra.
Jubilat de la seva ocupació d'arxiver i bibliotecari municipal, es retirà a Donostia, on morí a finals del segle xix.